# تجارت فضایی
تجارت فضایی؛ تجارت بین سیاره ای یا بین ستاره ای است. طرح‌ها و ایده‌هایی دربارهٔ نحوه انجام بازرگانی در فضا توسط آینده‌پژوهان و صاحب نظران از دهه ۱۹۶۰ منتشر شده‌است، با این حال نویسندگان داستان‌های علمی-تخیلی این نوع بازرگانی را از چندین دهه پیشتر متصور بودند.

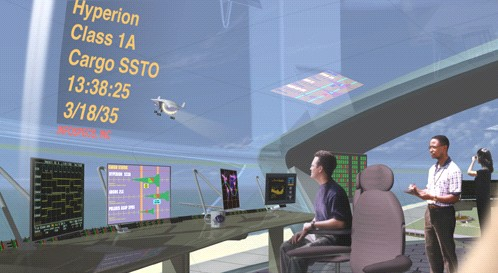
اتاق کنترل یک بندر فضایی در آینده (مفهوم از ناسا)

## واقعیت
اگرچه وجود بازرگانی میان ستاره‌ای ناشناخته است، تئوری‌های متعددی توسط اقتصاددانان مشهوری مانند پل کروگمن در مورد نحوه انجام محاسبات تجاری و نرخ‌های بهره در چنین شرایطی ارائه شده‌است. در سرعت‌های بسیار بالا، برای مثال یک ایستگاه فضایی که با سرعت‌های قابل توجهی نسبت به سرعت نور حرکت می‌کند، اتساع زمانی وجود خواهد داشت. در سال ۲۰۰۴ اسپن گاردر هاگ یک مقاله تحقیقاتی فنی در مجله ویلموت در مورد نحوه تنظیم نرخ بهره و محاسبات اوراق بهادار در سرعت‌های بسیار بالا برای جلوگیری از آربیتراژ،منتشر کرد. او نظریه‌های مشابهی را در کتابی منتشر کرد که در سال ۲۰۰۷ منتشر شد. پل کروگمن، برنده جایزه یادبود نوبل در علوم اقتصادی، مقاله ای تحقیقاتی در مورد بازرگانی بین ستاره ای در سال ۲۰۱۰ منتشر کرد.

## انگیزه ای برای مسکونی کردن مریخ
بسیاری از افراد، بازرگانی در منظومه شمسی را به عنوان یکی از فعالیت‌هایی که طی آن اسکان بشر در مریخ الزامی است و از طریق آن یک تمدن مریخی می‌تواند خودکفا شود، در نظر دارند. رابرت زوبرین، از لاکهید مارتین، در مقاله‌ای دربارهٔ قابلیت اقتصادی سکونت در مریخ، بازرگانی بین سیاره‌ای را به عنوان یکی از راه‌های ثروتمند شدن یک تمدن فرضی مریخی مطرح کرده و اشاره می‌کند که روابط انرژی بین مدارهای زمین، مریخ و کمربند سیارک‌ها، مریخ را در موقعیت بسیار بهتری نسبت به زمین برای مشارکت در تجارت معادن سیارک‌ها در آینده قرار می‌دهند.
جیم پلاکسکو، در مقاله‌ای که درمورد اسکان در مریخ، اشاره می‌کند که فوبوس و دیموس را می‌توان در درازمدت به‌عنوان بسترهای آزمایشی برای تکنیک‌های استخراج در سیارک‌ها و مراکزی برای سکونت در مریخ توسعه داد. مجدداً به سبب موقعیت مطلوب آنها در منظومه شمسی، می‌توان آنها را به ایستگاه‌های تجاری مهم در بازرگانی بین سیاره ای تبدیل کرد.
این نظریه وجود دارد که اگر مکان‌های مختلف در منظومه شمسی توسط انسان‌ها مسکونی شوند، منابع ارزشمند باید بین سیارات، قمرها و سیارک‌های مختلف منتقل شوند. کمربند سیارکی به عنوان منبعی از سنگ‌های معدنی با ارزش تلقی می‌شود که ممکن است به محلی برای معدنکاری فضایی تبدیل شود، در حالی که زمین ممکن است محصولات پیشرفته را صادر کند. عامل بهره‌وری انرژی در حمل و نقل بین سیاره ای ممکن است برای تخمین ارزش اقتصادی یک مسیر تجاری بسیار مهم باشد.
جان هیکمن مانع اصلی توسعه بازرگانی فضایی را فاصله‌ها می‌داند که تقریباً تمام تجارت را به مبادله کالاهای ناملموس محدود می‌سازد.